# Garding de Tui
Garding va ser un religiós hispanovisigot, originalment arrià, va ser nomenat bisbe de Tui cap a l'any 585 per Leovigild, disputant la diòcesi a Neufila, un religiós sueu catòlic. Convertit al catolicisme amb la conversió general de Recared i tot el regne visigot, va ser el bisbe legítim de Tui aproximadament entre els anys 589 i el 600.
És considerat, almenys inicialment, un bisbe intrús. El 585, el rei visigot Leovigild va annexionar-se l'afeblit regne del seus. Com a arrià, el monarca va dur a terme una persecució dels fidels i bisbes catòlics. En el cas de Garding, religiós de fe arriana, Leovigild el va nomenar bisbe de la diòcesi de Tui, que aleshores estava ocupada per Neufila, un bisbe catòlic d'origen sueu. No obstant això, la mort de Leovigild el 586 va suposar l'ascens d'un nou rei, Recared, que mostrava més simpaties pels catòlics i s'acabà convertint a aquesta confessió poc després d'assumir el tron. La convocatòria del Tercer Concili de Toledo va oficialitzar aquest fet, i van assistir-hi bisbes de totes les diòcesis, entre ells Garding i també Neufila, el que significa que hi havia dos bisbes que ostentaven una mateixa diòcesi. Garding va abjurar de la fe arriana durant el concili i va convertir-se al catolicisme, tal com ho va subscriure a les actes conciliars: Gardingus in Christi nomine Civitatis Tudensis Eps. anathematizans haeresis Arianae dogmata superius damnata, fidem hanc sanctam Catholicam quam in Ecclesiam Catholicam veniens credidi, manu mea de tot corde de subscripsi.
A més, era poca la seva antiguitat, perquè a les actes va precedit de 42 bisbes. A partir del 589, data del concili, Neufila deixa d'aparèixer als registres, per la qual cosa es considera que Garding va quedar com a únic bisbe, fins aproximadament l'any 600. Es desconeix quins bisbes van succeir a Garding fins a l'any 633, moment en què es documenta a Anastasi.